# Microregione di Campanha Meridional
Campanha Meridional è una microregione del Rio Grande do Sul in Brasile, appartenente alla mesoregione di Sudoeste Rio-Grandense.
È una suddivisione creata puramente per fini statistici, pertanto non è un'entità politica o amministrativa.

## Comuni
È suddivisa in 5 comuni:
- Aceguá
- Bagé
- Dom Pedrito
- Hulha Negra
- Lavras do Sul